# Ricardo J Jaar
Ricardo Jorge Jaar (San Pedro Sula, Honduras; 1968) es un académico y empresario hondureño. Actualmente, se desempeña como Presidente Ejecutivo de la Universidad de San Pedro Sula (USAP)  y es presidente de iMotors, distribuidor de vehículos en Honduras, incluyendo modelos eléctricos y de combustión interna de bajas emisiones. Miembro de la Junta directiva de la Fundación Hondureña de Responsabilidad Social Empresarial (FUNDAHRSE).

## Carrera
Ricardo Jaar comenzó su carrera académica después de completar sus estudios en The George Washington University y American University, donde obtuvo títulos en ingeniería y economía aplicada, respectivamente. Tras su regreso a Honduras, se unió a la Universidad de San Pedro Sula (USAP) como profesor, impartiendo cursos en áreas como economía e investigación operativa. USAP fue fundada por su padre Jorge Emilio Jaar como la primera universidad privada de Honduras en 1978.
En 1996, Jaar se integró a la Junta Directiva de la USAP y, más tarde, asumió el cargo de Presidente Ejecutivo. Bajo su liderazgo, la universidad ha lanzado diversas iniciativas educativas y de responsabilidad social, incluyendo la creación de la Fundación Hondureña de Responsabilidad Social Empresarial (FUNDAHRSE), el programa "Certificado en Electromovilidad" en 2024, enfocado en promover la movilidad sostenible en el país, en ese mismo año, USAP también se unió a Arizona State University (ASU) y Cintana Education, estableciendo una colaboración para ofrecer educación de clase mundial desde Honduras, y el canal educativo en alta definición Campus TV en 2008. En 2023, USAP, bajo su dirección, fue certificada como LifeLong Learning University, destacando su compromiso con la educación continua. Esta certificación reconoce el enfoque de la universidad en ofrecer oportunidades de aprendizaje permanente. Ese mismo año, Jaar recibió la distinción de LifeLong Learning Leader, otorgada por la renombrada LifeLong Learning Foundation durante la Cumbre Nuevas Fronteras: Educación 360 de Virtual Educa, en la ciudad de Guayaquil, Ecuador.
En 2024, bajo el liderazgo de Jaar, la USAP estableció una unión significativa con Arizona State University (ASU) y Cintana Education para ofrecer un modelo educativo único en Honduras, brindando a los estudiantes nuevas oportunidades académicas globales. Esta unión proporciona acceso a cursos globales, programas de inglés, certificados en innovación, master classes y oportunidades de movilidad internacional, integrando recursos de clase mundial y promoviendo estándares educativos globales. Así mismo, en 2024 la Municipalidad de San Pedro Sula  le otorgo el Sello Verde por sus buenas practicas relacionadas al medio ambiente y responsabilidad Social. 
Además de su carrera académica, Jaar es presidente de iMotors, empresa que ha liderado la introducción de vehículos eléctricos en Honduras. También ha participado en la organización de eventos importantes, como la XXVII Asamblea General del Modelo de la OEA en 2009, y ha organizado debates presidenciales en Honduras en las últimas tres elecciones generales.